# Corrente del Brasile
La corrente del Brasile è una corrente marina calda dell'oceano Atlantico meridionale, diramazione della corrente equatoriale del Sud, che lambisce le coste del Brasile da capo San Rocco fino a ca. 40º latitudine S, piegando poi a E attraverso l'oceano Atlantico meridionale e dirigendosi fin verso le coste africane, dove chiude il circuito unendosi alla corrente del Benguela.